# Calthorpe
| Calthorpe model D5A (350 cc) uit 1925 |

Calthorpe is een Brits historisch merk van motorfietsen.
De bedrijfsnaam was: Minstrel & Rea Cycle Co., later Calthorpe Motor Cycle Co., Lion Works, Birmingham en Bruce Douglas (Bristol) Motors Ltd., Whitechurch, Bristol (1911-1939).
Getuige de oorspronkelijke naam "Minstrel & Rea Cycle Co." is het mogelijk dat George W. Hands in 1890 niet de oprichter van deze rijwielfabriek was. In 1910 verhuisde hij het bedrijf wel naar Calthorpe's Barn Street in Birmingham, en waarschijnlijk werd de naam toen ook veranderd in "Calthorpe Motor Cycle Co.", want in dat jaar verschenen de eerste motorfietsen. Dit waren 211cc-tweetakten maar ook een- en tweecilinder viertaktmotoren van Precision en JAP. Waarschijnlijk bleven de productieaantallen laag kwam er in 1915 een productiestop vanwege het uitbreken van de Eerste Wereldoorlog. In dat jaar had Calthorpe net het merk PeCo overgenomen. Na de oorlog bleef het waarschijnlijk stil tot de motorfietsproductie in 1922 weer werd opgepakt, dit keer ook met motorblokken van Villiers en Blackburne, tot er in 1925 eigen motorblokken werden gemaakt.

## Ivory series
In 1928 ging men zadeltankmodellen met een eigen eencilinder kopklepmotor maken in verschillende inhoudsklassen van 250-, 350- en 500 cc. Deze "Ivory"-serie werd een groot succes, vooral toen in 1930 de cilinder iets naar voren werd gekanteld en er een sportieve sloper ontstond. Het duurde niet lang eer alle andere modellen verdwenen en er alleen nog Ivory-modellen gemaakt werden. Toch ging Calthorpe in 1938 failliet.
Bruce Douglas verplaatste de productie naar Bristol en ontwierp nog enkele prototypen, maar door het uitbreken van de Tweede Wereldoorlog kwam het niet tot productie. In 1945 werd nog een poging gedaan het merk nieuw leven in te blazen met Villiers-tweetaktmotoren, maar dat mislukte. In 1947 ging Calthorpe samenwerken met DMW.